# Baviera
A Baviera (em alemão: Bayern; em latim: Bavaria; oficialmente Estado Livre da Baviera; em alemão: Freistaat Bayern) é um dos dezesseis estados federais (Länder) da Alemanha. Localizada no sudeste do país, a Baviera tem uma área de 70 553 km², sendo o maior estado alemão, e 12,9 milhões de habitantes, o que a torna a segunda região mais povoada depois da Renânia do Norte-Vestfália. A sua capital e maior cidade é Munique (em alemão: München), a terceira maior cidade da Alemanha.
A história da Baviera inclui seu primeiro assentamento por tribos celtas da Idade do Ferro, seguido pelas conquistas do Império Romano no século I a.C., quando o território foi incorporado às províncias de Récia e Nórica. Tornou-se o Ducado da Baviera (um ducado raiz) no século VI d.C., após o colapso do Império Romano do Ocidente. Posteriormente, foi incorporado ao Sacro Império Romano-Germânico, tornou-se o Reino da Baviera independente após 1806, juntou-se ao Império Alemão liderado pela Prússia em 1871, mantendo seu título de reino, e finalmente tornou-se um estado da República Federal da Alemanha em 1949.
A Baviera tem uma cultura distinta, em grande parte devido à herança católica e às tradições conservadoras do estado, que inclui idioma, culinária, arquitetura, festivais e elementos do simbolismo alpino. O estado também tem a segunda maior economia entre os estados alemães em termos de PIB, o que lhe confere o status de uma região rica da Alemanha.
A Baviera contemporânea também inclui partes das regiões históricas da Francônia e da Suábia, além de Altbayern.

## Geografia
A Baviera é o maior estado da Alemanha, partilhando da fronteira alemã com a Áustria (Estados da Alta Áustria, Salzburgo, Tirol e Vorarlberg) a sudeste, com a República Checa a leste e o lago de Constança a sudoeste. No quadro da Alemanha, é rodeada pelos estados de Baden-Württemberg (a oeste), Hesse (a noroeste), Turíngia (a norte), e Saxônia (a nordeste).
Os rios mais importantes são o Danúbio (Donau em alemão) e o Meno (Main em alemão).
Os rios Iller, Lech, Isar e Inn são os afluentes de direita do Danúbio em território bávaro; os rios Wörnitz, Altmühl, Naab e Regen são afluentes de esquerda.
Os rios Regnitz, Tauber e Fränkische Saale são afluentes do Meno.
Ammer, Chiem e de Starnberg são os lagos principais da região.
A Zugspitze, nos Alpes Bávaros, vem a ser o ponto mais alto da Baviera e da Alemanha, com 2 962 metros de altitude.

## Divisão administrativa

### Municípios
Na Baviera existem 2.056 municípios e 215 casos de área não-incorporada, que não fazem parte de nenhum município.
Os maiores municípios do estado:
| Município     | Habitantes 31 Dezembro 2000 | Habitantes 31 Dezembro 2005 | Habitantes 31 Março 2007 |
| ------------- | --------------------------- | --------------------------- | ------------------------ |
| Munique       | 1 210 223                   | 1 259 677                   | 1 298 354                |
| Nuremberga    | 488 400                     | 499 237                     | 500 591                  |
| Augsburgo     | 254 982                     | 262 676                     | 262 371                  |
| Wurtzburgo    | 127 966                     | 133 906                     | 134 225                  |
| Ratisbona     | 125 676                     | 129 859                     | 131 489                  |
| Ingolstadt    | 115 722                     | 121 314                     | 122 213                  |
| Fürth         | 110 477                     | 113 422                     | 113 848                  |
| Erlangen      | 100 778                     | 103 197                     | 103 859                  |
| Bayreuth      | 74 153                      | 73 997                      | 73 252                   |
| Bamberg       | 69 036                      | 70 081                      | 69 558                   |
| Aschafemburgo | 67 592                      | 68 642                      | 68 672                   |
| Landshut      | 58 746                      | 61 368                      | 62 074                   |
| Kempten       | 61 389                      | 61 360                      | 61 454                   |
| Rosenheim     | 58 908                      | 60 226                      | 60 438                   |
| Schweinfurt   | 54 325                      | 54 273                      | 53 917                   |
| Neu-Ulm       | 50 188                      | 51 410                      | 51 755                   |
| Passau        | 50 536                      | 50 651                      | 50 464                   |
| Hof           | 50 741                      | 48 723                      | 48 040                   |

### Distritos
A Baviera está dividida em 71 distritos (Kreise, singular Kreis; ou ainda distritos rurais: Landkreise, singular Landkreis) e 25 cidades independentes (Kreisfreie Städte; ou ainda distritos urbanos: Stadtkreise, singular Stadtkreis).
Os 71 distritos (Kreise) da Baviera:
| Mapa da Baviera mostrando os 71 distritos | | |
| 1. Aichach-Friedberg 2. Altötting 3. Amberg-Sulzbach 4. Ansbach 5. Aschafemburgo (Aschaffenburg) 6. Augsburgo (Augsburg) 7. Bad Kissingen 8. Bad Tölz-Wolfratshausen 9. Bamberga (Bamberg) 10. Bayreuth 11. Terra de Berchtesgaden (Berchtesgadener Land) 12. Cham 13. Coburgo (Coburg) 14. Dachau 15. Deggendorf 16. Dillingen 17. Dingolfing-Landau 18. Danúbio-Ries (Donau-Ries) 19. Ebersberg 20. Eichstätt 21. Erding 22. Erlangen-Höchstadt 23. Forchheim 24. Frisinga (Freising) | 1. Freyung-Grafenau 2. Fürstenfeldbruck 3. Fürth 4. Garmisch-Partenkirchen 5. Gunzburgo (Günzburg) 6. Haßberge 7. Hof 8. Kelheim 9. Kitzingen 10. Kronach 11. Kulmbach 12. Landsberg 13. Landshut 14. Lichtenfels 15. Lindau 16. Meno-Spessart (Main-Spessart) 17. Miesbach 18. Miltemberga (Miltenberg) 19. Mühldorf 20. Munique (München) 21. Neuburgo-Schrobenhausen (Neuburg-Schrobenhausen) 22. Neumarkt 23. Neustadt (Aisch)-Bad Windsheim 24. Neustadt no Waldnaab (Neustadt an der Waldnaab) | 1. Neu-Ulm 2. Terra de Nuremberga (Nürnberger Land) 3. Alta Algóvia (Oberallgäu) 4. Algóvia Oriental (Ostallgäu) 5. Passau 6. Pfaffenhofen 7. Regen 8. Ratisbona (Regensburg) 9. Rhön-Grabfeld 10. Rosenheim 11. Roth 12. Rottal-Inn 13. Schwandorf 14. Schweinfurt 15. Starnberg 16. Straubing-Bogen 17. Tirschenreuth 18. Traunstein 19. Baixa Algóvia (Unterallgäu) 20. Weilheim-Schongau 21. Weißenburg-Gunzenhausen 22. Wunsiedel 23. Würzburgo (Würzburg) |

As 25 cidades independentes (Kreisfreie Städte), que não pertencem a nenhum distrito:
| 1. Amberg 2. Ansbach 3. Aschafemburgo (Aschaffenburg) 4. Augsburgo (Augsburg) 5. Bamberga (Bamberg) 6. Bayreuth 7. Coburgo (Coburg) 8. Erlangen 9. Fürth | 1. Hof 2. Ingolstádio (Ingolstadt) 3. Kaufbeuren 4. Kempten 5. Landshut 6. Memmingen 7. Munique (München) 8. Nuremberga (Nürnberg) 9. Passau | 1. Ratisbona (Regensburg) 2. Rosenheim 3. Schwabach 4. Schweinfurt 5. Straubing 6. Weiden 7. Würzburgo (Würzburg) |

### Regiões administrativas e culturais
Os distritos e cidades independentes supramencionados estão agrupados em sete regiões administrativas (Regierungsbezirke, singular Regierungsbezirk).
Além disso é possível distinguir três grandes regiões culturais, que no entanto não tem relevância administrativa. Trata-se da Baviera Antiga (Altbayern), o território originário dos bávaros, da Francônia e da Suábia, que passaram para o domínio bávaro por vontade de Napoleão. A cultura e os dialetos destas duas regiões são diferentes do resto da Baviera.
| Baviera Antiga - Alto Palatinado (Oberpfalz), capital em Ratisbona; - Alta Baviera (Oberbayern), capital em Munique; - Baixa Baviera (Niederbayern), capital em Landshut. Francônia - Alta Francónia (Oberfranken), capital em Bayreuth; - Baixa Francónia (Unterfranken), capital em Würzburgo; - Francónia Central (Mittelfranken), capital em Ansbach; Suábia - Suábia (Schwaben), capital em Augsburgo; |

## História

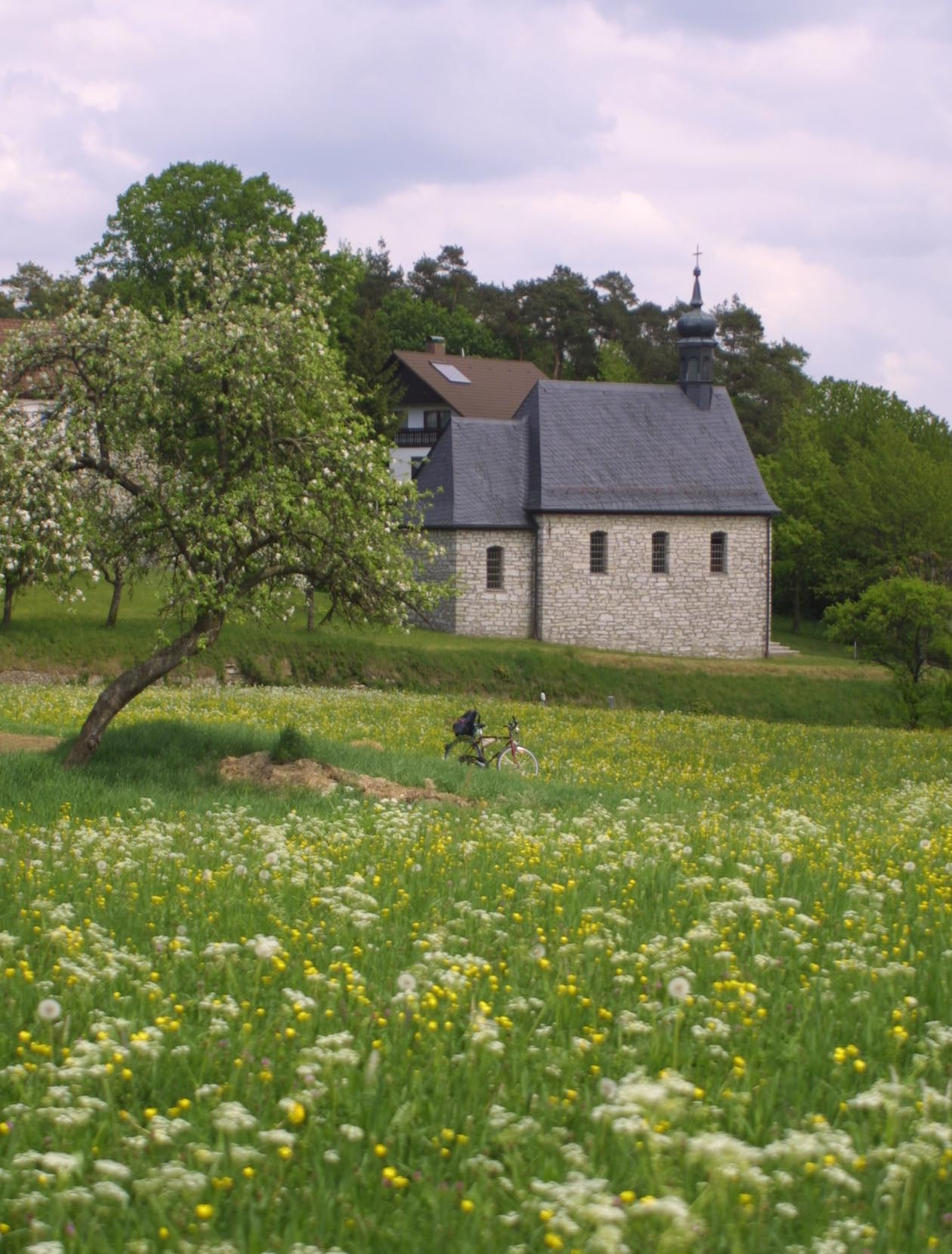
Alta Francônia

Celtas e Germânicos habitaram a Baviera, muito antes desta receber esse nome. Baiovarii foi o nome de um povo germânico que chegou à região nos séculos V e VI d.C., mas perderam o domínio da região ao esta ser conquistada pelos francos. A dinastia dos Wittelsbach governou a Baviera ininterruptamente, desde 1180 até 1918. Straubing, Ingolstadt e Munique formaram durante toda a Idade Média a Baviera Superior, enquanto o resto do Estado era denominado Baviera Inferior (Landshut). No ínício do século XVI, as várias províncias que ocupavam o território da Baviera Antiga unificaram-se formando um país.
A Baviera sempre foi e ainda é um estado católico, o mais significativo representante do catolicismo dentro do Sacro Império Romano Germânico junto com a Áustria. A Baviera combateu a União Protestante ao longo da Guerra dos Trinta Anos durante o reinado de Maximiliano. Em 1623, Maximiliano recebeu o título de príncipe eleitor do Sacro Império, o que lhe dava o direito de votar na escolha do imperador: tudo isso graças à lealdade à Igreja Católica.
Em 1806, o duque da Baviera foi feito rei, um desenvolvimento que surge no contexto da influência de Napoleão na política europeia. Além disso, a Baviera obteve os territórios da Franconia e da Suábia. Maximilian von Montgelas vem a ser um dos estadistas com um papel marcante neste tempo. Em 1815, após a desagregação do Império Napoleónico, também o Eleitorado do Palatinato tornou-se parte do Reino da Baviera. O rei Luís II (1845 - 1886), que reinou de 1864 até à sua morte em 1886, é provavelmente o mais conhecido monarca bávaro, responsável pela construção de verdadeiros castelos de contos de fadas, designadamente o célebre Neuschwanstein.
Em 1871, em virtude do processo de unificação alemã, o reino passou a fazer parte do Império Alemão (1871-1918) (Deutsches Reich), com o rei da Baviera passando a ser um vassalo do imperador da Alemanha (o Império Alemão era uma monarquia federal). Após a Primeira Guerra Mundial (1914-1918), foi proclamada a República de Weimar (1919-1933). O rei da Baviera foi destituído de seu título, bem como da posse do território governado pela Casa de Wittelsbach de 1323 a 1918. Atualmente, a Baviera é um dos estados da República Federal da Alemanha.
Durante o período nazista na Alemanha (1933-1945), a Casa de Wittelsbach  declarou-se inimiga do regime. Em 1944, a princesa consorte da Baviera, Antonieta de Luxemburgo (casada com Ruperto, Príncipe Herdeiro da Baviera), foi interceptada por uma milícia. Presa, foi levada ao campo de concentração de Sachsenhausen. No ano seguinte, ela e seus filhos foram enviados ao campo de concentração de Dachau, tendo sido libertados naquele mesmo ano, já no fim da Segunda Guerra. No entanto, ela jamais conseguiria recuperar-se do trauma sofrido.
A Princesa Maria Elisabeth da Baviera (1914 – 2011) casou-se, em 1937, no Palácio Nymphenburg, com Dom Pedro Henrique de Orléans e Bragança (1909 – 1981), um dos pretendentes ao extinto trono do Brasil e chefe do chamado ramo de Vassouras da Casa Imperial Brasileira, entre 1921 e 1981.

## Religião
Religião na Baviera (2011)

A Baviera é um estado com uma maioria católica, com uma forte ligação às tradições religiosas. Os protestantes da Igreja Evangélica são predominantes em algumas áreas da Francônia, porque os Hohenzollern se converteram ao protestantismo em relação à linha franconiana com suas principais cidades de Ansbach e Bayreuth. 

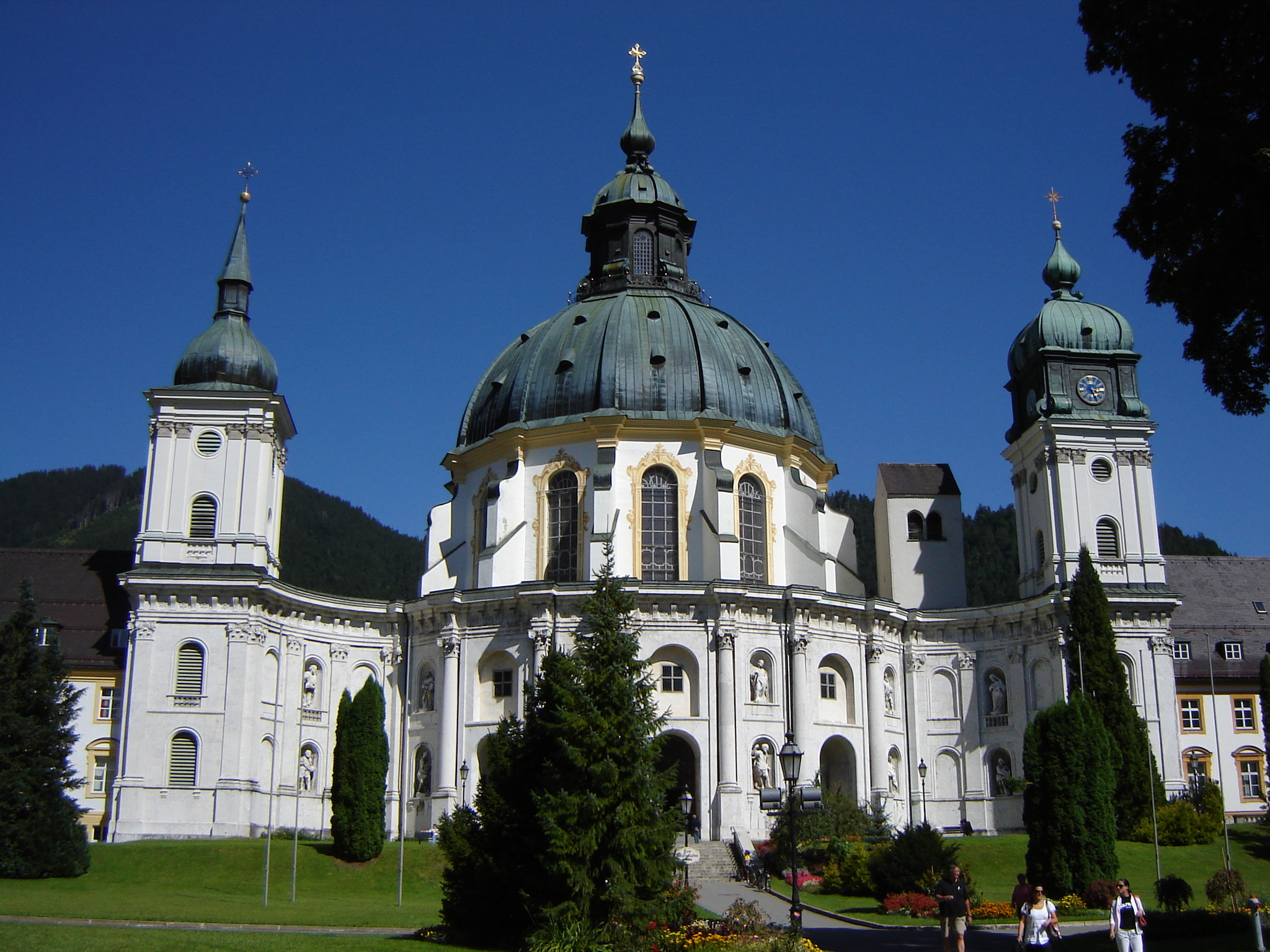
Mosteiro Ettal na aldeia homônima, no sul da Baviera

O número de católicos e protestantes nos últimos anos diminuiu e essa tendência também está presente nos outros estados alemães. Cerca de 40 000 são os membros da Vida Universal baseada em Würzburg.
Municípios habitados por pessoas da religião judaica podiam ser encontrados até o século XIX, especialmente na Francônia e na Suábia, bem como em cidades livres como Nuremberg, Rothenburg, Augsburg e Regensburg. No antigo ducado da Baviera, as comunidades judaicas eram pequenas. Com o rei Maximiliano Giuseppe, que promoveu uma profunda liberalização cultural, a vida cultural judaica floresceu em toda a Baviera; mas isso será extinto depois pela ditadura nacional-socialista. O número de judeus na Baviera está crescendo constantemente graças à imigração de judeus da antiga União Soviética. Em Munique, em 9 de novembro de 2006 (a data escolhida para lembrar a "noite dos cristais" de 1938), uma grande sinagoga foi reaberta no centro.
Existem muitas comunidades islâmicas, animadas principalmente pela presença de turcos e muitos refugiados iraquianos.

### Associação religiosa
|                  | 1840 * | 1900 * | 1933 * | 1950   | 1970   | 2004   |
| Católica         | 71,1 % | 70,5 % | 70,0 % | 71,9 % | 70,4 % | 57,8 % |
| Evangélica       | 27,4 % | 28,3 % | 28,7 % | 26,5 % | 25,2 % | 21,8 % |
| Outra ou nenhuma | 1,5 %  | 1,2 %  | 1,3 %  | 1,6 %  | 4,4 %  | 20,4 % |

*Incluindo o Palatinado

## Política

Regiões administrativas de Baviera

A Baviera dispõe presentemente de um parlamento unicameral (Landtag), eleito por sufrágio universal. Até dezembro de 1999, existia também um Senado (Senat), cujos membros eram escolhidos pelos grupos sócio-económicos da Baviera; no entanto, no seguimento de um referendo havido em 1998, esta instituição foi abolida.
O governo bávaro, como o resto dos demais estados federais (Bundesländer) da Alemanha, é chefiado por um Ministro-Presidente (Ministerpräsident). O Ministro-Presidente da Baviera é Markus Söder (eleito pelos democratas-cristãos da CSU e os Democratas Livres).
Desde 1962 até 2008 a CSU (o partido-irmão da CDU na Baviera) governou o estado com sucessivas maiorias absolutas: após as eleições do dia 21 de setembro de 2003 o partido tinha obtido a maioria de dois terços das cadeiras no parlamento bávaro.
Em face do fracasso nas eleições regionais do 28 de setembro 2008 a CSU perdeu a maioria absoluta, obtendo somente o 43,4% dos votos, de que aproveitaram outros partidos de centro-direita, nomeadamente os liberais e os eleitores livres. Em 2013, a CSU voltou a recuperar a maioria absoluta.
| Data    | %    | D   | %    | D   | %   | D   | %   | D   | %   | D   | %    | D  | %      | D      | %    | D   | %   | D   | %  | D  | %   | D   |
| Data    | CSU  | CSU | SPD  | SPD | KPD | KPD | WAV | WAV | FDP | FDP | BP   | BP | BHE-DG | BHE-DG | NPD  | NPD | GRÜ | GRÜ | FW | FW | AfD | AfD |
| ------- | ---- | --- | ---- | --- | --- | --- | --- | --- | --- | --- | ---- | -- | ------ | ------ | ---- | --- | --- | --- | -- | -- | --- | --- |
| 06/1946 | 58,3 | 109 | 28,8 | 51  | 5,3 | 9   | 5,1 | 8   | 2,5 | 3   |      |    |        |        |      |     |     |     |    |    |     |     |
| 12/1946 | 52,3 | 104 | 28,6 | 54  | 6,1 | -   | 7,4 | 13  | 5,7 | 9   |      |    |        |        |      |     |     |     |    |    |     |     |
| 1950    | 27,4 | 64  | 28,0 | 63  | 1,9 | -   | 2,8 | -   | 7,1 | 12  | 17,9 | 39 | 12,3   | 26     |      |     |     |     |    |    |     |     |
| 1954    | 38,0 | 83  | 28,1 | 61  | 2,1 | -   |     |     | 7,2 | 13  | 13,2 | 28 | 10,2   | 19     |      |     |     |     |    |    |     |     |
| 1958    | 45,6 | 101 | 30,9 | 64  |     |     | 5,6 | 8   | 8,1 | 14  | 8,6  | 17 |        |        |      |     |     |     |    |    |     |     |
| 1962    | 47,5 | 108 | 35,3 | 79  | 5,9 | 9   | 4,8 | 8   |     |     |      |    |        |        |      |     |     |     |    |    |     |     |
| 1966    | 48,1 | 110 | 35,8 | 79  | 5,1 | -   | 3,4 | -   | 7,4 | 15  |      |    |        |        |      |     |     |     |    |    |     |     |
| 1970    | 56,4 | 124 | 33,3 | 70  | 5,6 | 10  | 1,3 | -   | 2,9 | -   |      |    |        |        |      |     |     |     |    |    |     |     |
| 1974    | 62,1 | 132 | 30,2 | 64  | 5,2 | 8   | 0,8 | -   | 1,1 | -   |      |    |        |        |      |     |     |     |    |    |     |     |
| 1978    | 59,1 | 129 | 31,4 | 65  | 6,2 | 10  | 0,4 | -   | 0,6 | -   |      |    |        |        |      |     |     |     |    |    |     |     |
| 1982    | 58,3 | 133 | 31,9 | 71  | 3,5 | -   | 0,5 | -   | 0,6 | -   | 4,6  | -  |        |        |      |     |     |     |    |    |     |     |
| 1986    | 55,8 | 128 | 27,5 | 61  | 3,8 | -   | 0,6 | -   | 0,5 | -   | 7,5  | 15 |        |        |      |     |     |     |    |    |     |     |
| 1990    | 54,9 | 127 | 26,0 | 58  | 5,2 | 7   | 0,8 | -   |     |     | 6,4  | 12 |        |        |      |     |     |     |    |    |     |     |
| 1994    | 52,8 | 120 | 30,1 | 70  | 2,8 | -   | 1,0 | -   | 0,1 | -   | 6,1  | 14 |        |        |      |     |     |     |    |    |     |     |
| 1998    | 52,9 | 123 | 28,7 | 67  | 1,7 | -   | 0,7 | -   | 0,2 | -   | 5,7  | 14 | 3,7    | -      |      |     |     |     |    |    |     |     |
| 2003    | 60,7 | 124 | 19,6 | 41  | 2,6 | -   | 0,8 | -   |     |     | 7,7  | 15 | 4,0    | -      |      |     |     |     |    |    |     |     |
| 2008    | 43,4 | 92  | 18,6 | 39  | 8,0 | 16  | 1,1 | -   | 1,2 | -   | 9,4  | 19 | 10,2   | 21     |      |     |     |     |    |    |     |     |
| 2013    | 47,7 | 101 | 20,6 | 42  | 3,3 | -   | 2,1 | -   | 0,6 | -   | 8,6  | 18 | 9,0    | 19     |      |     |     |     |    |    |     |     |
| 2018    | 37,2 | 85  | 9,7  | 22  | 5,1 | 11  | 1,7 | -   |     |     | 17,5 | 38 | 11,6   | 27     | 10,2 | 22  |     |     |    |    |     |     |

## Economia
Depois de ter sido uma região pobre com uma economia majoritariamente agrária, a Baviera é hoje um dos estados mais ricos da Alemanha e da Europa. De fato, a Baviera tem uma taxa de desemprego de 3,8% e na renda por pessoa se coloca 35,6 pontos sobre a média europeia.
A região de Munique tem importantes indústrias mecánicas-automobilísticas (BMW, Audi, MAN SE, Knorr-Bremse), no sector dos armamentos (EADS, Krauss-Maffei), da tecnologia informática (Infineon, Microsoft), da prensa e televisão (Premiere, Kabel Deutschland, Burda Verlag). Em Munique está o quartel-general da Siemens.
Na Baviera meridional se situam outra vez a Audi (cuja sede principal é em Ingolstadt), a Media-Saturn-Holding e o chamado triângulo da química.
No norte o centro economicamente mais importante é Nuremberga. Adidas e Puma, famosas marcas de roupas para desporto, provêm desta área.
O turismo desempenha também um papel importante, sendo a Baviera a principal região turística alemã.
A Baviera tem três centrais nucleares (Kernkraftwerk Isar, Kernkraftwerk Grafenrheinfeld e Kernkraftwerk Gundremmingen).

## Mein Kampf
O estado detinha os direitos autorais, deixados pelo próprio Adolf Hitler, do livro Mein Kampf (ou Minha Luta, em português), e se recusava a permitir republicações, até que tais direitos caíram em domínio público, em 31 de dezembro de 2015.